# ウォルト・ディズニー・ファミリー博物館
『ウォルト・ディズニー・ファミリー博物館』（The Walt Disney Family Museum）は、アメリカ合衆国カリフォルニア州のサンフランシスコにある博物館。サンフランシスコ・プレシディオの中にある。

## 概要
この博物館はウォルト・ディズニーの作品やウォルトの生涯、ディズニーランド、ウォルト・ディズニー・ワールド・リゾートやウォルトの家族構成などを鑑賞する博物館となっている。
博物館内はミッキーマウスやくまのプーさんなどのディズニーキャラクターやディズニープリンセスはいない。

## 時間
毎日10:00 - 18:00